# Hans Albert Einstein
Pour les articles homonymes, voir Einstein (homonymie).
Hans Albert Einstein, né le 14 mai 1904 à Berne (Suisse) et mort le 26 juillet 1973 à Woods Hole (Massachusetts, États-Unis), est un professeur de génie hydraulique de l'université de Californie à Berkeley. Il est le fils aîné du célèbre physicien Albert Einstein (1879-1955) et de sa première femme Mileva Marić (1875-1948). Il est passé à la postérité pour son approche statistique et micromécanique de la sédimentologie.

## Biographie
Hans Albert Einstein est né à Berne en Suisse. En 1938, sur les conseils de son père, il émigre aux États-Unis, à Greenville en Caroline du Sud. De 1938 à 1943, il travaille pour le département de l'agriculture des États-Unis. Dès 1943, il poursuit son travail pour le Département de l'agriculture des États-Unis, au California Institute of Technology. En 1947, il devient professeur associé à l'Université de Californie, Berkeley, en génie hydraulique.   
Il a pris sa retraite en 1970. Il est enterré près de Woods Hole, Massachusetts, États-Unis.

## Vie familiale
Hans Albert est né à Berne, en Suisse, où son père travaille au bureau des brevets. Il a une sœur aînée,  Lieserl (1902-1903?) et un frère cadet,  Eduard (1910-1965).
En 1927, Hans Albert a épousé Frieda Knecht (1895-1958). Ils ont trois enfants : Bernhard Caesar (1930-2008), physicien, Klaus Martin (1932-1939) et Evelyn (1941-2011, enfant adoptée). Frieda est morte en 1958, et Hans Albert a épousé ensuite Elizabeth Roboz (1904-1995).

## Carrière
Hans Albert Einstein a obtenu son diplôme en génie civil et son doctorat en sciences techniques à l'École polytechnique fédérale de Zurich (ETH) en Suisse. Il a travaillé à Dortmund, en Allemagne, comme ingénieur dans les aciers, de 1926 à 1930. De 1931 à 1938 il est ingénieur auprès du Laboratoire d'Hydraulique et de Mécanique des Sols (VAWE), avant d'émigrer aux États-Unis en 1938. Son principal champ d'intérêt a été les mécanismes du transport de sédiments dans l'eau courante. Sa thèse de doctorat (1936) est un ouvrage fondamental sur ce sujet. En 1947, il est entré à la faculté de l'Université de Californie, à Berkeley, et par la suite est devenu professeur de génie hydraulique.

## Travaux, recherches, enseignements
The bed-load function for sediment transportation in open channel flows (La fonction de la charge de fond pour le transport des sédiments dans les écoulements à surface libre) a représenté un progrès important dans l'étude du transport des sédiments et fait toujours office de référence (dans le premier cycle des études scientifiques…),,. Il a pris sa retraite en 1970. Pour marquer sa contribution à ce domaine, qu'il a étudié toute sa vie, un livre a été publié en son honneur par ses anciens étudiants-chercheurs, Sedimentation: Symposium to Honor Professor H.A. Einstein. Ses articles sont disponibles pour les recherches aux archives du Centre de ressources de l'eau de l'université de Californie à Berkeley.

## Honneurs
En 1988, l'American Society of Civil Engineers a créé le Hans Albert Einstein Award pour reconnaître les réalisations exceptionnelles dans la lutte contre l'érosion, la sédimentation et / ou le développement des voies navigables.